# Anisopodus latus
Anisopodus latus är en skalbaggsart som beskrevs av Monné och Martins 1976. Anisopodus latus ingår i släktet Anisopodus och familjen långhorningar.
Artens utbredningsområde är Venezuela. Inga underarter finns listade i Catalogue of Life.